# Peter II av Bretagne
Peter II av Bretagne, född 1418, död 1457, var en regerande hertig av Bretagne från 1450 till 1457. 